# 安哥拉武装力量
安哥拉武装部队（葡萄牙語：Forças Armadas Angolanas）是安哥拉共和国的军事力量，其前身为安哥拉人民解放运动领导的安哥拉人民解放军（FAPLA，简称安人解）。1991年，安哥拉人民解放军与争取安哥拉彻底独立全国联盟（UNITA，简称安盟）签订比塞塞和约，商议双方解除武装，实现统合，然而1992年安盟与安人运重新开战，和约宣告流产。之后安人解成员发起治安整肃行动，在罗安达各地残酷迫害安盟成员。
2010年起，热拉尔多·农达开始担任安哥拉武装部队总参谋长。此时的安哥拉国防部长为坎迪多·范杜嫩。
安哥拉武装部队由陆（Forças Armadas）、海（Marinha de Guerra）、空（Força Aérea Nacional Angolana）三军组成。2013年，安哥拉全軍总人数约为10.7万人。

## 陆军
1974年，一些人为了争取安哥拉独立，在里斯本发动了军事政变，推翻了葡萄牙法西斯政府。8月1日，安人运宣布建立安哥拉人民解放军，以取代之前的安哥拉解放军（Exército Para a Libertação de Angola，EPLA，简称安解）。初时，安人解只是一支装备着轻武器的游击队；然而到1976年，安人解已发展成一支有能力发起持久地区性军事行动的国民军队。
90-91年，安哥拉陆军分为10个军区，并且估计至少有73个旅级单位，每个旅约有1000人，由总部按需提供坦克、装甲运兵车、火炮和防空设备。 据美国国会图书馆资料，1990年安人解有9.15万常备军，编为超过70个旅，每个旅有750~1200人，分别部署在10个军区。军区司令一般由中校担任，副司令由少校担任，也有部分军区司令由少校担任。每个军区辖境包括1~4个省，下辖部队至少包括1个旅。各旅一般由数个营和其他单位组成，负责保卫战略重地、市中心、定居点和诸如桥梁、工厂之类的重要基建。陆军各单位都设有反情报机构，以防止安盟势力渗透。陆军下辖若干步兵旅和摩托化步兵旅、2个民兵旅、4个防空炮旅、10个坦克营和6个炮兵营，这些旅下面编有装甲、炮兵和防空单位，使得陆军作战形式的多样化。这些部队多集中在战略要地和冲突地区，例如石油省份卡宾达，首都周边，以及安盟和南非军队经常出没的南部地区。
2011年，安哥拉陆军有12万人，达到其目前为止的最大规模。 除此之外，还有2.9万人不任实职，但仍属陆军人员并可拿军人工资。
国际战略研究所（IISS）报告称，2013年安哥拉武装部队共有6个师，第1、5、6师分别下辖2~3个旅，第2、3、4师分别下辖5~6个旅，第4师还下辖一个坦克团，除此之外还有一个独立坦克旅和特战旅。截至2011年，地面部队共有16个步兵旅和42个坦克团、步兵团， 包括轻步兵、坦克、装甲车、炮兵和防空单位。主要装备包括140多辆主战坦克、120多辆装甲战车和步兵战车、600辆侦查车辆以及298门榴弹炮。
2007年5月3日，驻扎在本戈省北部Cabo Ledo地区的特战旅将主持举办安哥拉建军29周年阅兵仪式。特战旅组建于1978年5月5日，首屆旅長为保罗·法尔考上校（Colonel Paulo Falcao）。

### 陆军装备
陆军目前仍使用大量前苏联、俄罗斯及前华约国家的武器装备。这些武器装备大多在1980-1990年间运至安哥拉，当时安哥拉正处内战，且与周边国家关系紧张。安哥拉陆军意向购买巴西的Astros II多管火箭炮。

#### 步兵武器
大部分装备来自葡萄牙殖民时代和前华约国家。詹氏资讯集团列出了正在使用的装备：
- 手枪：马卡洛夫手枪，斯捷奇金自动手枪，TT手枪
- 自动步枪&半自动步枪：56式自動步槍，AKM，AK-101，FN FAL，G3突击步枪，SKS半自动步枪
- 冲锋枪：Vz.61，Star Z-45（英语：Star Bonifacio Echeverria），乌兹冲锋枪，FBP（英语：FBP submachine gun）
- 机枪：RP-46，RPD轻机枪，Vz. 52机枪（英语：Vz. 52 machine gun），DShK重机枪
- 榴弹发射器：AGS-17
- 迫击炮：120mm PM-43迫击炮（英语：120-PM-43 mortar）（500门）；82mm PM-41迫击炮（英语：82-PM-41）（250门）[14]
- 反坦克武器：RPG-7，9K111反坦克导弹，[15] 9K11婴儿反坦克导弹，B-10 無後座力炮（英语：B-10 recoilless rifle），B-11 無後座力炮（英语：B-11 recoilless rifle）[16]

#### 主战坦克
- T-55AM-2主战坦克：116~267辆之间[17]。1975~1999年间预购281辆T-55坦克，1999年从保加利亚和斯洛伐克引进267辆T-55AM-2[15]
- T-72M1主战坦克：22辆，1999年从白俄罗斯引进[14]
- T-62主战坦克：18辆，80到90年代间曾预购364辆[15]
- PT-76两栖坦克[17]：12辆，1975年曾从苏联预购68辆[15]

#### 装甲车
- BMP-1步兵战车：150辆[17]
- BMP-2步兵战车：62辆[17]
- BRDM-2两栖装甲车（英语：BRDM-2）：195辆
- BRDM-1两栖装甲车（英语：BRDM-1）：120辆[18]
- BTR-60两栖装甲运兵车：62辆
- OT-62 TOPAS两栖装甲运兵车（英语：OT-62 TOPAS）：50辆[14][15]
- Casspir NG 2000B步兵装甲车（英语：Casspir）：45辆[19]
- EE-11装甲车：24辆[17]

#### 火炮
- 2S1康乃馨：12辆（2000年从捷克引进）
- 2S3 Akatsiya 152mm自走榴弹炮：4辆（1999年从保加利亚引进）
- 2S7自走炮：12辆（2000年从捷克引进）[15]
- ZiS-3加农炮
- D-30 122mm榴弹炮（英语：122 mm howitzer 2A18 (D-30)）：约280门（从白俄罗斯引进12门，1998年从哈萨克斯坦引进28门，80年代从前苏联引进240门）[15]
- D-20 152mm榴弹炮（英语：152 mm towed gun-howitzer M1955 (D-20)）：4门[15]
- D-44 85mm野战炮
- M-46 130mm野战炮：48门[17]
- BM-21 122mm多管火箭炮：75门
- RM-70多管火箭炮：40门

#### 防空武器
- ZSU-23-4自行高炮：20辆
- ZSU-57-2防空坦克：40辆[18]
- ZU-23-2 23mm雙管高射炮
- AZP S-60 57mm高射炮
- 61-K 37mm高射炮
- ZPU-4 高射炮（英语：ZPU）
- M-55高射炮[17]
- SA-2：40
- SA-3：12
- SA-6：25
- SA-7
- SA-8：15
- SA-9：20
- SA-13：10
- SA-14
- SA-16

#### 其他车辆
- Ural-4320（英语：Ural-4320）卡车

## 空军
共有8000人，装备6架俄製苏-27战斗机及若干运输机。 2002年，一架苏-27在内战中被安盟击毁。
1991年，安哥拉空军和防空军共有8000人，装备90架战机，其中包括22架战斗机、59架对地攻击机和16架攻击直升机。

## 海军
共有1000人，装备少量巡逻艇和驳船。
安哥拉海军在1960及1970年代反抗葡萄牙的游击战和之后的国内内战時未起作用，所以它在安哥拉三軍中不受重视。1990年代早期至今，安哥拉海军人数从4200人被削减到1000人左右，导致海军缺乏训练，装备陈旧，战术落后。为了保护长达1600千米的海岸线，安哥拉海军正在进行现代化，但在许多方面仍然不足。葡萄牙一直在为该国海军提供训练和援助（军事技术合作项目，CTM）。目前该国海军正要求采购4艘护卫舰、3艘近海巡逻舰以及一些巡逻快艇。
目前，安哥拉海军舰船大多都是1980年代或更久以前的陈旧军舰，许多都已年久失修。不过海军在90年代又从西班牙和法国引进了几艘新舰。2011年，又从德国引进了几艘快速攻击艇，用于保卫安哥拉海疆。
2014年，作为“安哥拉海上力量发展项目（Angola’s Naval Power Development Programme，Pronaval）”的一部分，安哥拉海军将从巴西引进7艘马卡埃级巡逻舰。 安哥拉军队如此致力于使其海军现代化，可能是为了加强对几内亚湾海盗的打击，后者的海盗行为将损害安哥拉的经济。
目前已知的海军装备如下：
- 快速攻击艇
  - 4艘Mandume级攻击艇（前Bazan Cormoran型，2009年翻新）
- 巡逻艇
  - 3艘Patrulheiro巡逻艇（舰长18.3米，2002年翻新）[23]
  - 5艘 ARESA PVC-170
  - 2艘纳马库拉级港口巡逻艇（英语：Namacurra-class harbour patrol boat）
- 渔业监测船
  - 恩戈拉·基鲁安加号（Ngola Kiluange）和恩津加·姆班迪号（Nzinga Mbandi）：达门造船厂（英语：Damen Group）生产，2012年9、10月间运达安哥拉。归农业部、农村发展部和渔业部海事人员使用。
  - 28m FRV 2810（归农业部、农村发展部和渔业部海事人员使用）[24]
- 登陆艇
  - LDM-400 - 1到3艘（或不可使用）
- 海岸防卫装备（CRTOC）
  - SS-C1雷达系统

海军拥有的部分飞行器如下（用于海上巡逻）：
| 飞行器  | 来源 | 种类       | 型号 | 现役数量 | 备注 |
| ------- | ---- | ---------- | ---- | -------- | ---- |
| 福克F27 | 荷兰 | 中型运输机 |      | 1        |      |
| EMB-111 | 巴西 | 海上巡逻机 |      | 2        |      |
| 波音707 | 美国 | 海上巡逻机 |      | 1        |      |

## 境外兵力
“安人解”的战斗水平，主要在南非边境战争和对东南“安盟”的反游击战中得到体现。“安人解”第一次境外行动，是在1977年向圣多美和普林西比派出1000~1500名士兵帮助当时的曼努埃尔·平托·达科斯塔总统建立社会主义政权。之后几年，安哥拉军队与它的合作者们时常进行联合军演，并进行技术交流。1985年早期，安哥拉境外军队人数减至500人左右。
安哥拉军队曾干涉佛得角和几内亚比绍局势，备受争议。2012年几内亚比绍政变中，安哥拉军队在民众的默许下介入局势，试图重组几内亚比绍军队，政变领导人因此称赞这一行为。
部分安哥拉军队驻扎在金沙萨和布拉柴维尔。至于2010到2011年的科特迪瓦内战，安哥拉军队亦有介入，不过官方未承认，然而法兰克福汇报和非洲新闻社表示，洛朗·巴博的卫队中有92人是多斯桑托斯总统卫队成员。 安哥拉多参与非盟的军事行动，并因此建立了特种部队。

## 拓展阅读
- . Military Technology (Bonn, Germany: Monch Publishing Group). 2008, XXXII (1): 301–302. ISSN 0722-3226.
- Human Rights Watch, Angola Unravels: The Rise and Fall of the Lusaka Peace Process （页面存档备份，存于）, October 1999
- Utz Ebertz and Marie Müller, Legacy of a resource-fueled war: The role of generals in Angola’s mining sector, BICC Focus, June 2013
- Area Handbook for Angola, August 1967, Angola, A Country Study (1979 and 1991)
- Rocky Williams, "National defence reform and the African Union." SIPRI Yearbook 2004: 231-249.
- Weigert, Stephen L. Angola: a modern military history, 1961-2002. Palgrave Macmillan, 2011.
- Martin Rupiya et al., 'Angola', in Evolutions and Revolutions
- The Twenty-Seventh of May: An Historical Note on the Abortive 1977 "coup" in Angola

David Birmingham, African Affairs, Vol. 77, No. 309 (Oct., 1978), pp. 554–564
Published by: Oxford University Press on behalf of The Royal African Society